# أبو علي الأسواري
أبو على عمرو بن فائد الأسواري التميمي، من شيوخ المعتزلة، ومن كبار المتكلمين من أهل البصرة،وكان من القراء القصاص، كان منقطعا إلى محمد بن سليمان بن علي الهاشمي. لقى عمرو بن عبيد، وأخذ عنه. وله مع عمرو مناظرات. توفى بعد المائتين بشئ يسير.